# Rodrigama
Rodrigama (лат.) — род наездников-ихневомнид из подсемейства Poemeniinae (Ichneumonidae). Центральная Америка и Азия.

## Описание
Наездники-ихневмониды средних и крупных размеров (12—26 мм). От близких групп отличается следующими признаками: 1) имеют парные передне-латеральные и задне-латеральные косые бороздки, ограничивающие центральную ромбическую область на втором метасомальном тергите; 2) сросшиеся тергит и стернит первого метасомального сегмента. Имеют стройное удлиненное тело с длинными яйцекладами. Препектальный валик отсутствует.

## Распространение
Род Rodrigama имеет дизъюнктивное распространение, он встречается в Центральной Америке, в Израиле, Японии, Тайване, на Дальнем Востоке Китая и в Южной Корее. Есть серьезные основания полагать, что характер распространения этого рода является реликтом более широко распространенной базальной линии Pimpliformes в Старом Свете.

## Классификация
Около 10 видов. Род Rodrigama — уникальный ихневмонид с косыми бороздками, ограничивающими центральную ромбическую область на втором тергите. Согласно Wahl и Gauld (1998), Rodrigama занимает базальное положение в подсемействе Poemeniinae и является сестринской группой для высших его представителей. Поэтому этот род был наделен статусом отдельной трибы Rodrigamini. Один вид, R. maculata (Sheng and Sun 2010), был переведен из Pimplaetus Шенгом и др. в 2014 году.
- Rodrigama freidbergi Broad et Kuslitzky, 2019 — Израиль[4]
- Rodrigama gamezi Gauld, 1991 — Коста-Рика[6]
- Rodrigama gauldi Matsumoto & Broad, 2011 — Япония[2]
- Rodrigama koreana Choi & Lee, 2020 — Южная Корея[3]
- Rodrigama maculata  (Sheng and Sun 2010)
- Rodrigama sobaekensis Choi & Lee, 2020 — Южная Корея[3]
- Rodrigama takakuwai Matsumoto & Broad, 2011 — Тайвань[2]
- Rodrigama unmunensis Choi & Lee, 2020 — Южная Корея[3]
- Rodrigama wooki Choi, 2020 — Южная Корея[3]